# Солт-Ривер-Бей
Солт-Ривер-Бей (англ. Salt River Bay National Historical Park and Ecological Preserve) — исторический парк и экологический заповедник США на территории американских Виргинских островов, расположенный в северной части острова Санта-Крус. Создан 24 февраля 1992 года. Площадь — 3,83 км². Природа Солт-Ривер-Бей представлена мангровыми лесами, водораздельными территориями и эстуариями, которые являются ареалом проживания видов, находящихся под угрозой исчезновения.